# 3. Magyar Játékfilmszemle
A III. Magyar Játékfilmszemlét (MJFSZ) 1967. október 23–28. között rendezte meg Pécsett és Baranyában a Magyar Filmművészek Szövetsége és a Baranya megyei Tanács VB. művelődési osztálya, a Szakszervezetek Baranya megyei Tanácsának közreműködésével. A Darvas József író által elnökölt társadalmi zsűri a szemle fődíját Kovács András Hideg napok című filmdrámájának ítélte.

## A filmszemle
A hat szemlefilmet a Magyar Filmművészek Szövetségének elnöksége titkos szavazással lefolytatott előzsűrizéssel választotta ki az előző évi szemle óta készült alkotásokból, közülük egynek az ősbemutatója még a II. játékfilmszemlén volt (Hideg napok).
Jelentősen nőtt a bemutatott játékfilmek száma. A szemle vonzerejének növelésére számos újítást vezettek be:
- A hat versenyfilmen felül további öt nyilvános magyar ősbemutatót tartottak. Kísérletképpen televíziós filmet is felvettek a műsorba: Wiedermann Károlynak Pintér József rendőrségi dokumentumok felhasználásával írt forgatókönyve alapján készített Idézés című „bűnügyi dokumentumjátékát”, Bakody Józseffel, Bárány Frigyessel, Bicskey Károllyal, Csomós Marival és Tánczos Tiborral a főbb szerepekben.[2][3]) (A 30. filmszemle alkalmából készült kiadvány szerint Wiedermann A holtak visszajárnak című tévéfilmjének ősbemutatójára került sor,[4] azonban a szemle programja, a tudósítások és az alkotás kritikájának tanúsága szerint az Idézést vetítették.[5])
- A magyar filmeken kívül friss nemzetközi fesztiválfilmek bemutatására is sor került, így Michelangelo Antonioni Nagyítása, amely az 1967-es cannes-i filmfesztiválon Arany Pálmát kapott, valamint a Moszkvai Nemzetközi Filmfesztiválon az Apa című Szabó István-opussal megosztva nagydíjat nyert Az újságíró című filmet, Szergej Geraszimov alkotását.[6] Mivel Luis Buñuel alkotása, a Velencei Filmfesztiválon Arany Oroszlánt elnyert A nap szépe nem érkezett meg a szemlére, helyette Joseph Losey ugyancsak Cannes-ban díjazott Baleset című drámáját, valamint Jerzy Skolimowskinak a 17. Berlini Nemzetközi Filmfesztiválon Arany Medve díjat nyert Elindulás című vígjátékát vetítették. Az Antonioni-filmmel is adódtak gondok: mivel a filmet időközben az olasz hatóságok betiltották, így más forrásból kellett beszerezni, az új kópia viszont csak a második tervezett vetítés időpontjára érkezett Pécsre.[7]
- Külön színfoltja volt a szemlének a négy évvel korábban New Yorkban elhunyt Fejős Pál hét alkotásából összeállított, hagyományaink megbecsülését jelképező, filmtörténetileg izgalmas retrospektív sorozata.[8][9]

A filmes seregszemle fő helyszíne a pécsi Petőfi mozi volt, ahol a szemlefilmeket tűzték műsorra, illetve a nyitó- és záróceremóniákat rendezték meg. A szemle másik kiemelt helyszíne volt a Kossuth mozi: ott a versenyen kívüli filmek bemutatói zajlottak. Emellett – a korábbi évekhez hasonlóan – a versenyfilmeket további hat baranyai városban mutatták be: Bólyban, Komlón, Mágocson, Szentlőrincen, Szigetvárott és Villányban, ahol a nézők a vetítések után találkozhattak az alkotókkal és a filmek szereplőivel. Ezen felül az egyes szemlefilm-vetítések utáni közönség-művész-találkozók lebonyolításába ez évben is bevontak helyi állami vállalatokat és intézményeket. A megnyitó ünnepség felkonferálója Tamási Eszter és Varga József bemondók voltak. 
Zárt körben, külön meghívottakkal tartották meg a filmszemle vitáját „A magyar film helye a nemzetközi filmművészetben” címmel a pécsi Hírlapolvasóban. A tanácskozást Gyertyán Ervin filmkritikus nyitotta meg; a vitaindítót Bíró Yvette filmkritikus, a Filmkultúra főszerkesztője tartotta. A kétnapos vita során felszólalt többek között Hubay Miklós író, Vilt Tibor szobrászművész, Angyal Endre tudományos kutató, Földes Anna filmkritikus, Nemes Károly filmtörténész, Rényi Péter és B. Nagy László filmkritikusok, Lukács Antal esztéta, Huszár Tibor szociológus, Bacsó Péter és Kovács András filmrendezők, Peter Hirsch cseh Peter Hirsch filmesztéta, valamint Philippe Haudiquet francia, Robert Schär svájci és Ludmilla Pagozseva szovjet filmszakírók. A rendezvény alkalmat adott arra, hogy Ranódy László filmrendező vezetésével megrendezzék a filmklubvezetők országos tanácskozását a Bartók Klubban. A vitaindítót Újhelyi Szilárd, a Magyar Filmtudományi Intézet igazgatója tartotta.
A társadalmi zsűri fődíját Kovács András Hideg napok, különdíját – ami a közönség értékítéletét tükrözte – Kósa Ferenc Tízezer nap című filmalkotása kapta. A legjobb rendezés díját – egyenlő arányban megosztva – Kósa Ferencnek, Szabó Istvánnak és Zolnay Pálnak, a legjobb operatőr díját Sára Sándornak, a legjobb női alakítás díját Kiss Manyinak, a legjobb férfi alakítás díját Szirtes Ádámnak, a legjobb forgatókönyvírói díját – mint írói díjat – Cseres Tibornak ítélte a szakmai zsűri. A zsűrielnök indoklása szerint a megosztott rendezői díj nem leértékelést jelentett, hanem azt, hogy „három különböző rendezői egyéniséget, irányzatot, törekvést jutalmaztak vele”.
A díjazottak egy-egy kerámia szobrocskát vehettek át. A fődíj Rétfalvi Sándor Lány báránnyal című kisplasztikája volt, amely 1967 októberében Pécsett megrendezett l. országos kisplasztikai biennálé különdíját nyerte.
A III. magyar játékfilmszemlére összesen mintegy 170 művész, filmszakember és újságíró utazott Pécsre, közöttük számos külföldi (bolgár, csehszlovák, francia, jugoszláv, lengyel, NDK- és NSZK-beli, osztrák, román, spanyol, svájci és szovjet) vendég.
A III. Magyar Játékfilmszemle záróünnepségéről a Magyar Televízió helyszíni közvetítést adott.

## Zsűrik

### Társadalmi zsűri
- Darvas József író, a Magyar Írók Szövetségének elnöke, zsűrielnök
- Bogár József, a Szakszervezetek Baranya megyei Tanácsának vezető titkára
- Eck Imre, a Pécsi Balett igazgatója
- Gódor Ferenc, a Magyar Rádió és Televízió elnökhelyettese
- Hallama Erzsébet, a Dunántúli Napló kultúrrovatának vezetője
- Horváth Lajos, Pécs Város Tanácsa Végrehajtó Bizottságának elnöke
- Köpeczi Béla egyetemi tanár
- Makláry Zoltán színművész
- Palkó Sándor, a Baranya megyei Tanács Végrehajtó Bizottságának elnöke
- Pákolitz István költő, a Jelenkor szerkesztője
- Szervánszky Endre zeneszerző
- Tárnok János, a Művelődésügyi Minisztérium Filmfőigazgatóságának osztályvezetője
- Tóka Jenő, a Mecseki Ércbánya Vállalat igazgatója
- Vilt Tibor szobrászművész

### Szakmai zsűri
- Máriássy Félix filmrendező, zsűrielnök

## Versenyfilmek
- Apa, rendező: Szabó István
- Hideg napok, rendező: Kovács András
- ...hogy szaladnak a fák!, rendező: Zolnay Pál
- Tízezer nap, rendező: Kósa Ferenc
- Szevasz, Vera!, rendező: Herskó János
- Utószezon, rendező: Fábri Zoltán

## Versenyen kívül vetített filmek

### Magyar filmek

#### Ősbemutatók
- Az özvegy és a százados, rendező: Palásthy György
- Csillagosok, katonák, rendező: Jancsó Miklós (nyitófilm)
- Idézés, rendező: Wiedermann Károly (tévéfilm)
- Kártyavár, rendező: Hintsch György
- Nyár a hegyen, rendező: Bacsó Péter (zárófilm)

#### Fejős Pál retrospektív
- A nagy ház (Révolte dans la prison / The Big House), rendező: Fejős Pál, George W. Hill, Jacques Feyder [17]
- A nagyváros mostohái (Lonesome), rendező: Fejős Pál
- Az utolsó előadás [18] (The Last Performance), rendező: Fejős Pál
- Egy marék rizs (Man och kvinna), rendező: Fejős Pál, Gunnar Skoglund
- Mámor és bűn [19] (Broadway), rendező: Fejős Pál
- Mégis szép az élet [20] (Sonnenstrahl), rendező: Fejős Pál
- Tavaszi zápor, rendező: Fejős Pál

#### Egyéb filmek
- A Balázs Béla Stúdió kisfilmjei;
- A Filmművészeti Főiskola hallgatóinak rövidfilmjei

### Külföldi filmek
- Az újságíró (Журналист), rendező: Szergej Geraszimov
- Baleset (Accident), rendező: Joseph Losey
- Elindulás (Le Départ), rendező: Jerzy Skolimowski
- Ha szereted hazádat... (Если дорог тебе твой дом...), rendező: Vaszilij Orgyinszkij
- Nagyítás (Blow-Up), rendező: Michelangelo Antonioni

## Díjazottak
| A díj megnevezése       | A díjazott mű / alkotó                                               |
| ----------------------- | -------------------------------------------------------------------- |
|                         |                                                                      |
| A társadalmi zsűri díja |                                                                      |
| Társadalmi fődíj        | Hideg napok (r.: Kovács András)                                      |
|                         |                                                                      |
| A szakmai zsűri díjai   |                                                                      |
| Rendezői díj            | Kósa Ferenc (Tízezer nap)                                            |
| Rendezői díj            | Szabó István (Apa)                                                   |
| Rendezői díj            | Zolnay Pál (...hogy szaladnak a fák!)                                |
| Operatőri díj           | Sára Sándor (Apa, Tízezer nap)                                       |
| Forgatókönyvírói díj    | Cseres Tibor (Hideg napok)                                           |
| Színésznői díj          | Kiss Manyi (...hogy szaladnak a fák!)                                |
| Színészi díj            | Szirtes Ádám (Hideg napok, ...hogy szaladnak a fák!, Szevasz, Vera!) |
| Egyéb díj               |                                                                      |
| A közönség díja         | Tízezer nap (r.: Kósa Ferenc)                                        |

## A filmszemle vendégei
A III. Magyar Játékfilmszemle vendégei elsősorban a bemutatott filmek magyar alkotói és színészei, valamint szakírók és filmkritikusok, továbbá a filmgyártás és -forgalmazás szakemberei közül kerültek ki. A helyszíni tudósítások szerint a következő hírességek fordultak meg a szemlén:
- Bacsó Péter
- Bakody József
- Bálint András
- Balogh Mária
- Banovich Tamás
- Bárány Frigyes
- Básti Lajos
- Benkő Gyula
- Bernáth László
- Bessenyei Ferenc
- Bicskey Károly
- Bíró Yvette
- Bíró Zsuzsa
- Bürös Gyöngyi
- Csákányi László
- Cseres Tibor
- Csomós Mari
- Csoóri Sándor
- Darvas Iván
- Erdélyi Dániel
- Fábri Zoltán
- Farkas Zoltán
- Fehér Imre
- Fónod Zoltán
- Forgács Ottó
- Földi Teri
- Gertler Viktor
- Gonda János
- Görbe János
- Greguss Zoltán
- Hernádi Gyula
- Herskó János
- Hintsch György
- Hubay Miklós
- Iglódi István
- Illés György
- Jancsó Miklós
- Kézdi-Kovács Zsolt
- Koltai János
- Koncz Gábor
- Kósa Ferenc
- Kovács András
- Bernadette Lafont
- Latinovits Zoltán
- Létay Vera
- Madaras József
- Mensáros László
- Mikó Ervin
- Krystyna Mikołajewska
- Módos Péter
- Molnár Tibor
- Neményi Mária
- Nyers László
- Palásthy György
- Pintér György
- Poór Klára
- Psota Irén
- Siménfalvy Ida
- Sinkovits Imre
- Sólyom Katalin
- Szabó István
- Szabó László
- Szabó Tünde
- Szécsényi Ferenc
- Szendrő József
- Szervánszky Endre
- Szilágyi Tibor
- Szirtes Ádám
- Tamási Eszter
- Tánczos Tibor
- Tolnay Klári
- Törőcsik Mari
- Varga József
- Vilt Tibor
- Zolnay Pál
- Zsombolyai János